# 阿拉斯加短吻獅子魚
阿拉斯加短吻獅子鱼，为輻鰭魚綱鮋形目杜父魚亞目狮子鱼科的其中一種。分布於東北太平洋區的阿拉斯加海域，屬深海魚類，棲息在水深93至1201公尺的水域，生活習性不明。